# Gregory Bald
Pour les articles homonymes, voir Gregory.
Le Gregory Bald est un sommet des monts Great Smoky, aux États-Unis. Il culmine à 1 508 mètres d'altitude à la frontière du comté de Swain et du comté de Blount, respectivement en Caroline du Nord et au Tennessee. Il est protégé au sein du parc national des Great Smoky Mountains.